# Freeman Walker

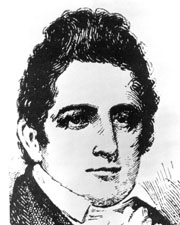
Freeman Walker

Freeman Walker (* 25. Oktober 1780 in Charles City, Charles City County, Virginia; † 23. September 1827 in Augusta, Georgia) war ein US-amerikanischer Politiker (Demokratisch-Republikanische Partei), der den Bundesstaat Georgia im US-Senat vertrat. Nach ihm ist Walker County in Georgia benannt.
Freeman Walker erhielt eine Ausbildung auf öffentlichen Schulen in Virginia und zog 1797 nach Augusta in Georgia. Dort studierte er die Rechtswissenschaften, wurde 1803 in die Anwaltskammer aufgenommen und begann schließlich als Jurist zu praktizieren.
Im Jahr 1807 begann seine politische Laufbahn mit der Mitgliedschaft im Repräsentantenhaus von Georgia, wo er bis 1811 verblieb. Zwischen 1818 und 1819 amtierte er als Bürgermeister von Augusta. Schließlich wurde Walker, der den Democratic Republicans angehörte, als Nachfolger des zum Gesandten der Vereinigten Staaten in Spanien ernannten und daraufhin zurückgetretenen John Forsyth in den US-Senat in Washington gewählt, dem er vom 6. November 1819 bis zum 6. August 1821 angehörte; an diesem Tag legte er seinerseits das Mandat nieder und kehrte nach Georgia zurück. 1823 wurde er noch einmal Bürgermeister von Augusta, wo er vier Jahre darauf auch starb.
Aus seiner Ehe mit Mary Garlington Creswell (1787–1862) wurde am 26. November 1816 der spätere konföderierte General William Henry Talbot Walker geboren. 